# Great War Remembrance Race
La Great War Remembrance Race és una competició ciclista d'un sol dia que es disputa a l'agost a Bèlgica, entre entre Nieuport i Ypres. Creada el 2018, la cursa serveix per rendir homenatge a les víctimes de la Primera Guerra Mundial. La cursa forma part de l'UCI Europa Tour, amb una categoria 1.1.

## Palmarès
| Any  | Vencedor    | Segon        | Tercer           |
| ---- | ----------- | ------------ | ---------------- |
| 2018 | Mihkel Räim | Paweł Bernas | Preben Van Hecke |